# Senarath Paranavithana
Senarath Paranavithana (ur. 26 grudnia 1896 w Metaramba, zm. 4 października 1972), archeolog ze Sri Lanki. 
Prace:
- The Shrine of Upulvan at Devundara (1953)
- The God of Adam's peak (1958)
- Ceylon and Malaysia (1961)
- Inscriptions of Ceylon Vol.l (1970)
- The Greeks and the Mauryas (1971)
- Arts of Ancient Sinhalese (1971)
- Inscriptions of Ceylon vol 11
- Story of Sigiriya
- Sinhalayo